# Proxomitron
Proxomitron is een filterende proxyserver die door Scott R. Lemmon geschreven werd. Het programma werd oorspronkelijk ontwikkeld om op Windows 95 te draaien, maar was ook compatibel met Windows XP en Windows 7.

## Doel
Het programma wordt in het algemeen gebruikt om pop-ups en banners te blokkeren, ingevoegde geluiden en animaties van webpagina's te verwijderen of om JavaScript te wijzigen of te blokkeren en om de weergave van webpagina's aan te passen.

## Overzicht
Indien goed geconfigureerd zal Proxomitron HTTP-verkeer tussen de webbrowser van de gebruiker en de webserver onderscheppen. Het programma kan de inhoud van die onderschepte webpagina's rechtstreeks aanpassen door tekst te wijzigen of weg te halen. Het kan ook de HTTP-headers wijzigen, verwijderen of nieuwe toevoegen. Verder zijn er ook nog opties om op basis van het opgevraagde adres de verbinding te weigeren, door te verbinden en via een andere proxy te sturen. De gebruiker kan al deze verbindingen bekijken.
Het programma gebruikt een configuratiebestand met speciale filters die door de gebruiker binnen de GUI geschreven, bewerkt, in- en uitgeschakeld kunnen worden. Filters van derden kunnen ook geladen of aan de huidige filterset toegevoegd worden. Deze filters worden volgens een gelijkaardig principe als reguliere expressies aan webpagina's toegepast.
Verder kunnen andere bestanden zoals blokkeringslijsten en SSL DLL's de filterfuncties van Proxomitron verder uitbreiden.
Om het programma te gebruiken is kennis over de scripting-taal van Proxomitron alsook kennis van minstens een van de webtalen en -protocollen HTTP, HTML, JavaScript en CSS vereist. Bij het ontwerp van het programma stond de gebruiksvriendelijkheid niet voorop. Hierdoor kan het voor niet technisch onderlegde of nieuwe gebruikers moeilijk zijn om Proxomitron in te stellen.
Bij het programma wordt een standaard groep filters geleverd. Online zijn ook geavanceerde filters en filtergroepen beschikbaar die door ervaren gebruikers geschreven zijn (zie externe links).

## Licentie
Het programma werd oorspronkelijk vrijgegeven onder een ShonenWare-licentie; het was gratis te gebruiken, maar als de gebruiker een cd van Shonen Knife kocht en Scott Lemmon ervan kon overtuigen dat hij/zij ernaar geluisterd had, dan was dat voldoende om geregistreerd te worden.

## Geschiedenis
De eerste publieke versie van Proxomitron (Naoko 2) was in 1999 als een download via Simtel beschikbaar.
De versies die erop volgden werden allemaal "Naoko" (naar Naoko Yamano) genoemd en door een uitgavenummer gevolgd.
De uitgave van Naoko 4.5 in mei 2003 werd snel gevolgd door het wissen van de website over het programma, en Scott Lemmon verklaarde te stoppen met het ontwerpen van Proxomitron.
Een daaropvolgende versie werd echter in juni 2003 uitgegeven om voornamelijk een nieuw gedrag bij het afhandelen van proxy-verbindingen uit de mei-versie ongedaan te maken.
Na de uitgave van Naoko 4.5 (juni) werd het ontwerp definitief gestaakt en op de officiële website stond het volgende bericht in het Japans:
消
え
ま
し
た
Dit wordt ongeveer uitgesproken als "kiemashita" en betekent "het is uitgegaan" of "weg". De oorspronkelijke thuispagina is niet toegankelijk meer. Op Lemmon's mirror kwam kort nadien een ander bericht van de schrijver te staan.
De schrijver, Scott R. Lemmon stierf op 1 mei 2004 op zesendertigjarige leeftijd.

## Huidige status
Omdat Proxomitron een gesloten bron was, wordt het niet meer ondersteund of verder ontwikkeld, maar het programma werkt nog steeds en er is een gebruikersgemeenschap die er via fora ondersteuning voor biedt. Filters, filter sets, compatibele DLL's en andere bestanden, alsook GUI-patches om de gebruikersomgeving van Proxomitron te restylen of te vernieuwen worden aangeboden.
Veel hedendaagse webbrowsers bevatten functies die lijken op die van Proxomitron, bijvoorbeeld het blokkeren van pop-ups. Andere webbrowsers ondersteunen ook uitbreidingen zoals Greasemonkey voor Firefox en gebruikersstijlen of scripts voor Opera.